# Keith Andrews (Fußballspieler)
Keith Joseph Andrews (* 13. September 1980 in Dublin) ist ein ehemaliger irischer Fußballspieler und heutiger -trainer.

## Werdegang

### Als Vereinsspieler

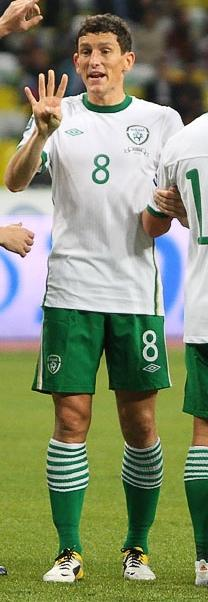
Keith Andrews im Trikot der Nationalmannschaft 2011

Andrews begann seine fußballerische Ausbildung im Internat der Wolverhampton Wanderers. Dort erhielt er 1999 seinen ersten Profivertrag für die zweite englische Liga. Nach nur einem Jahr im Verein wurde der Mittelfeldspieler an Oxford United verliehen, wo er in vier Spielen 2000 einmal ins Tor traf. Nach zwei weiteren Jahren bei den Wanderers folgte 2003 die Ausleihe an Stoke City, von wo aus er 2004 direkt zum FC Walsall kam. 2005 lief sein Vertrag in Wolverhampton aus und Andrews wechselte zu Hull City, wo er bis 2006 insgesamt 29 Spiele bestritt. Überraschend wechselte er 2006 zum Viertligisten Milton Keynes Dons, wo er von Beginn an als Stammspieler zum Kader gehörte und in 76 Spielen 18 Tore schoss.
2008 kam Andrews zurück in die Premier League und erhielt einen Dreijahresvertrag bei den Blackburn Rovers. 2011 wurde er für eine Saison an Ipswich Town verliehen. 2012 wechselte er zu West Bromwich Albion. Noch im selben Jahr verließ er den Verein jedoch wieder und wechselte zu den Bolton Wanderers, bei denen er jedoch auch nur eine Saison zum Kader gehörte, bevor er nach drei Saisons mit Leihstationen wie Brighton & Hove Albion, FC Watford und Milton Keynes Dons 2015 seine aktive Karriere beendete.

### Als Nationalspieler
Erstmals international spielte Andrews 1996 für die irische U-17-Nationalmannschaft. Im November 2008 feierte er sein Debüt in der irischen A-Nationalmannschaft. Bis 2012 bestritt er 35 Länderspiele, in denen er drei Tore schoss.

## Als Trainer
Nach seinem Karriereende zählte Andrews ab August 2015 zum Trainerstab der Milton Keynes Dons unter Cheftrainer Karl Robinson. Nach dem Abstieg des Klubs aus der Football League Championship beendete er sein dortiges Engagement im Mai 2016. Im Januar 2019 wurde er von Stephen Kenny neben Jim Crawford zu einem von zwei Co-Trainern der irischen U-21-Nationalmannschaft ernannt. Im April rückte Kenny zum Cheftrainer der irischen Nationalmannschaft auf und Andrews gehörte auch dort zum Trainerstab.
Nachdem die Qualifikation für die Euro 2024 verpasst worden war, wurde Kennys Vertrag im November 2023 nicht verlängert und kurz darauf endete auch Andrews’ Zeit beim irischen Fußballverband. Im Dezember 2023 schloss er sich dem Trainerstab von Chris Wilder beim Erstligisten Sheffield United an, dem Trainerstab gelang es aber nicht das Team vom letzten Tabellenplatz zu lösen und den Abstieg am Saisonende zu verhindern. Bereits im Sommer 2024 zog er zum Erstligisten FC Brentford weiter, wo er in der Saison 2024/25 als Trainer für Standardsituationen verantwortlich war. Im Juni 2025 wurde er als Nachfolger des zu Tottenham Hotspur abgewanderten Thomas Frank Cheftrainer bei Brentford.